# OSZone
OSZone (oszone.net) — это российский веб-сайт, запущенный 3 ноября 2001 года, который предоставляет пользователям открытую конференцию, включающую в себя форумы по операционным системам, программному и аппаратному обеспечению, информационным технологиям и прочим. Также сайт содержит огромное количество каталогов и архивов программного обеспечения, с масштабным ежедневным обновлением своих баз данных.

## Описание
OSZone это большой файловый архив программ, который ежедневно отслеживает выпуски популярных программ в Интернете, а также предоставляет обзоры к некоторым из них.
Администрация OSZone портала не закачивает программное обеспечение разработчиков в свои базы данных, а просто индексирует ссылки на их загрузку с официальных сайтов.
Весь сайт разделён на несколько тематические категорий, в частности «Новости», «Microsoft», «Hardware», «Программы», «СУБД», «Форум» и «WIKI», с описанием, для удобства поиска и навигации.
На сайте доступен информационный блог, на котором публикуются последние новости в Microsoft и в мире IT с фото/видео отчётами, а также рубрики с документациями по аппаратной части компьютера, операционной системе, системному реестру и прочим. Новостные статьи цитируются средствами массовой информации общего направления, такими как Московский комсомолец, Комсомольская правда или Эхо Москвы.
OSZone предоставляет некоторые бесплатные услуги зарегистрированным пользователям, в числе которых самостоятельное добавление программного обеспечения собственного производства, WIKI-сайт и форум с различными группами тем в области информационных технологий, на котором можно задать вопрос как профессионалам, так и простым пользователям или помочь другим.
Веб-портал поддерживает поиск и RSS-ленту.

## Alexa Internet
- По статистике Alexa.com на 13 января 2013 года, сайт OSZone находится на 445 месте по посещаемости в России и 6939 в мире[8].